# 威海市
威海市是中华人民共和国山东省下辖的地级市，位于山东省最东端，别名威海卫。市境除西面与烟台市接壤外，北东南三面皆濒临黄海，北与辽东半岛相对，东与朝鲜半岛相望。地处山东半岛最东端，鲁东丘陵区东部，地形以低山丘陵为主。境内河流属山东沿海诸河水系，北流入海的有初村河、羊亭河、五渚河等，南流入海的有沽河、母猪河、黄垒河、乳山河等。海岸线曲折，岛礁众多，有刘公岛、鸡鸣岛、镆铘岛等岛屿，沿岸并有多个海湾，市人民政府驻环翠区新威路1号。
2021年，威海市实现地区生产总值为3463.93亿元，同比增长7.5%。

## 历史
威海历史悠久，东夷人最早生活的地区，新石器时代中期，境内就有人类聚居。夏、商、周三代，今市境为东夷之地，属青州，有莱夷聚居。西漢置不夜縣，属東萊郡。北齐天统四年（568年），境内设文登县，今市境尽属之。此后，朝代更替，但隶属文登县未变。

英租威海卫旗帜

明洪武三十一年（1398年），为防倭寇侵扰，设威海卫，取“威震海疆”之意，“威海”即由此而来。威海市是中国第一支现代海军的摇篮，也是1894－1895年甲午战争时北洋海军的一个重要军事基地。1895年，日军从荣成登陆，攻占威海卫。1898年（光绪二十四年）7月1日，英国与清政府签订了《订租威海卫专条》，成為英租威海卫，成立威海衛華勇營負責威海衛的防務與治安，并于1900年设威海卫行政长官署。1930年10月，中国收回除刘公岛外的威海卫，置威海卫行政区，直属国民政府行政院。刘公岛至1940年由英国歸还中国。中國抗日戰爭時期汪精衛政權之華北政務委員會將威海衛改為縣級特別區，由烟台管辖。
戰後由中共接收，改稱威海衛市，隸於山東省膠東行政公署治下。中華人民共和國成立後，原隶属于烟台地区下属的县级市，1950年5月，成立文登专区，管辖威海、荣成、文登、昆嵛、乳山、海阳、牟平、福山等8县。1956年2月，文登专区撤销，今威海地域改属莱阳专区。1958年10月，莱阳专区改为烟台专区，1967年2月，烟台专区更名为烟台地区，今威海地域属之。
1983年8月撤销烟台地区，设烟台市（地级），同时威海市改为省辖县级市，由烟台市代管，文登、荣成、乳山3县归烟台市管辖。
1987年6月15日，威海市升为地级市，原县级威海市设为环翠区。烟台市的荣成、文登、乳山3县划归威海市管辖。1988年10月24日，文登县改为省辖县级市，由威海市代管；11月，荣成县改为省辖县级市，由威海市代管。1993年7月，乳山县改为省辖县级市，由威海市代管。
2014年初，文登市撤市划区，成为威海市区级行政单位。3月18日，山东省威海市文登区正式挂牌成立。按照国务院《批复》（国函〔2014〕13号）和省政府《通知》（鲁政字〔2014〕48号）精神，威海市此次部分区划调整的主要内容是撤销文登市设立威海市文登区，以原文登市的行政区域（不含汪疃镇、 蔄山镇）为文登区的行政区域。同时，将原文登市的汪疃镇、蔄山镇从行政区域上划归威海市环翠区，仍由临港区管辖。

## 地理
威海市地处北纬36°41′ - 37°35′、东经121°11′ - 122°42′，作为山东半岛的最东端三面环海，北东南三面濒临黄海，北与辽东半岛相对，东及东南与朝鲜半岛和琉球群岛隔海相望，西与烟台市接壤。东西最大横距 135公里，南北最大纵距 81公里，总面积 5698平方公里，其中市区面积 769平方公里。其中，低山占土地总面积的 15.77%，丘陵占  52.38% ，平原占 27.56%，岛屿占 0.28%，滩涂占 4.01%。海岸线长 985.9公里，海岸类型属于港湾海岸，海岸线曲折，岬湾交错，多港湾、岛屿。

### 气候
威海市属北温带季风型大陆性气候，四季变化及季风进退都很明显，气温变化和缓，降水较为充足。因受海洋调节作用，表现出春冷、夏凉、秋暧、冬温，昼夜温差小、无霜期长、大风多和湿度大等海洋性气候特点。年平均气温约12.2℃，气温通常在-4°C至29°C之间变化，极少低于-8°C或高于33°C。一月最冷，平均气温−1.4℃；八月最热，平均气温25.1℃。年均降水量687mm，主要集中在夏季，尤其是7月和8月。年均日照时数2538小时。
3-5月是春季，较同纬度的内陆相比气温低2-3°C且回升慢，推迟约半个月，大风多，降水少，大约占全年总降水量的14%，易发春旱。
6-8月为夏季，受海洋影响，温度比同纬度内陆相比低1-4°C。由于夏季东南季风的关系，降水多，湿度大，降水占全年59%。
9-11月是秋季，温度与同纬度内陆相比偏高1-2°C。秋季总降水量占全年的23%，集中在9月份。10月份起，多秋高气爽的晴天。11月中旬起，冷空气开始加强，气温迅速下降。
12-2月为冬季，受蒙古高气压影响，西北季风致使气候干燥寒冷，冬季温度比同纬度内陆相比偏高约2°C，且昼夜温差小。12月下旬起，受海洋影响，阴天和阵雪天气增多，雨雪量比内陆同纬度地区多三倍以上。
| 威海市气象数据（1971年至2000年）,极端值1898年至今 | 威海市气象数据（1971年至2000年）,极端值1898年至今 | 威海市气象数据（1971年至2000年）,极端值1898年至今 | 威海市气象数据（1971年至2000年）,极端值1898年至今 | 威海市气象数据（1971年至2000年）,极端值1898年至今 | 威海市气象数据（1971年至2000年）,极端值1898年至今 | 威海市气象数据（1971年至2000年）,极端值1898年至今 | 威海市气象数据（1971年至2000年）,极端值1898年至今 | 威海市气象数据（1971年至2000年）,极端值1898年至今 | 威海市气象数据（1971年至2000年）,极端值1898年至今 | 威海市气象数据（1971年至2000年）,极端值1898年至今 | 威海市气象数据（1971年至2000年）,极端值1898年至今 | 威海市气象数据（1971年至2000年）,极端值1898年至今 | 威海市气象数据（1971年至2000年）,极端值1898年至今 |
| 月份                                              | 1月                                               | 2月                                               | 3月                                               | 4月                                               | 5月                                               | 6月                                               | 7月                                               | 8月                                               | 9月                                               | 10月                                              | 11月                                              | 12月                                              | 全年                                              |
| ------------------------------------------------- | ------------------------------------------------- | ------------------------------------------------- | ------------------------------------------------- | ------------------------------------------------- | ------------------------------------------------- | ------------------------------------------------- | ------------------------------------------------- | ------------------------------------------------- | ------------------------------------------------- | ------------------------------------------------- | ------------------------------------------------- | ------------------------------------------------- | ------------------------------------------------- |
| 历史最高温 °C（°F）                               | 13.6 (56.5)                                       | 19.8 (67.6)                                       | 23.4 (74.1)                                       | 29.6 (85.3)                                       | 34.2 (93.6)                                       | 38.4 (101.1)                                      | 37.4 (99.3)                                       | 35.4 (95.7)                                       | 33.7 (92.7)                                       | 30.4 (86.7)                                       | 24.0 (75.2)                                       | 18.0 (64.4)                                       | 38.4 (101.1)                                      |
| 平均高温 °C（°F）                                 | 2.0 (35.6)                                        | 3.4 (38.1)                                        | 8.5 (47.3)                                        | 16.0 (60.8)                                       | 21.6 (70.9)                                       | 25.5 (77.9)                                       | 27.8 (82.0)                                       | 27.8 (82.0)                                       | 24.4 (75.9)                                       | 19.1 (66.4)                                       | 11.8 (53.2)                                       | 5.2 (41.4)                                        | 16.1 (61.0)                                       |
| 日均气温 °C（°F）                                 | −0.9 (30.4)                                       | 0.1 (32.2)                                        | 4.6 (40.3)                                        | 11.4 (52.5)                                       | 16.9 (62.4)                                       | 21.2 (70.2)                                       | 24.3 (75.7)                                       | 24.7 (76.5)                                       | 21.2 (70.2)                                       | 15.6 (60.1)                                       | 8.5 (47.3)                                        | 2.1 (35.8)                                        | 12.5 (54.5)                                       |
| 平均低温 °C（°F）                                 | −3.4 (25.9)                                       | −2.5 (27.5)                                       | 1.3 (34.3)                                        | 7.5 (45.5)                                        | 12.8 (55.0)                                       | 17.7 (63.9)                                       | 21.3 (70.3)                                       | 22.0 (71.6)                                       | 18.2 (64.8)                                       | 12.4 (54.3)                                       | 5.5 (41.9)                                        | −0.5 (31.1)                                       | 9.4 (48.8)                                        |
| 历史最低温 °C（°F）                               | −12.3 (9.9)                                       | −13.2 (8.2)                                       | −8.6 (16.5)                                       | −1.2 (29.8)                                       | 5.7 (42.3)                                        | 10.7 (51.3)                                       | 14.4 (57.9)                                       | 15.3 (59.5)                                       | 7.5 (45.5)                                        | 0.8 (33.4)                                        | −7.4 (18.7)                                       | −11.3 (11.7)                                      | −13.2 (8.2)                                       |
| 平均降水量 mm（）                                 | 12.9 (0.51)                                       | 12.2 (0.48)                                       | 17.8 (0.70)                                       | 36.1 (1.42)                                       | 49.0 (1.93)                                       | 74.5 (2.93)                                       | 132.6 (5.22)                                      | 175.7 (6.92)                                      | 79.9 (3.15)                                       | 37.3 (1.47)                                       | 29.9 (1.18)                                       | 22.1 (0.87)                                       | 680.0 (26.77)                                     |
| 平均降雪量 cm（）                                 | 30.24 (11.91)                                     | 19.32 (7.61)                                      | 6.56 (2.58)                                       | 0.18 (0.07)                                       | 0.0 (0.0)                                         | 0.0 (0.0)                                         | 0.0 (0.0)                                         | 0.0 (0.0)                                         | 0.0 (0.0)                                         | 0.04 (0.02)                                       | 7.07 (2.78)                                       | 31.51 (12.41)                                     | 94.92 (37.38)                                     |
| 平均降水天数（≥ 0.1 mm）                          | 6.5                                               | 5.1                                               | 4.6                                               | 5.8                                               | 6.9                                               | 7.9                                               | 11.5                                              | 10.2                                              | 6.9                                               | 6.4                                               | 7.8                                               | 8.2                                               | 87.8                                              |
| 来源：中国天气网（1971–2000年间的降水天数）       |                                                   |                                                   |                                                   |                                                   |                                                   |                                                   |                                                   |                                                   |                                                   |                                                   |                                                   |                                                   |                                                   |

## 政治

### 现任领导
| 机构     | · 中国共产党 · 威海市委员会 | 威海市人民代表大会 常务委员会 | 威海市人民政府    | · 中国人民政治协商会议 · 威海市委员会 |
| 职务     | 书记                        | 主任                          | 市长              | 主席                                  |
| -------- | --------------------------- | ----------------------------- | ----------------- | ------------------------------------- |
| 姓名     | 闫剑波                      | 贾瑞霭（女）                  | 孔凡萍（女）      | 林强                                  |
| 民族     | 汉族                        | 汉族                          | 汉族              | 汉族                                  |
| 籍贯     | 山东省诸城市                | 山东省莱阳市                  | 山东省济南市      |                                       |
| 出生日期 | 1971年12月（53歲）          | 1967年12月（57歲）            | 1969年1月（56歲） | 1968年6月（57歲）                     |
| 就任日期 | 2022年6月                   | 2022年2月                     | 2022年6月         | 2025年1月                             |

### 历任领导
| 市委书记 - 李太启（1987年8月－1992年3月） - 臧海强（1992年3月－1998年6月） - 孙守璞（1998年6月－2002年3月） - 崔曰臣（2002年3月－2008年2月） - 王培廷（2008年2月－2011年12月） - 孙述涛（2011年12月－2018年2月） - 王鲁明（2018年11月－2020年4月） - 张海波（2020年4月－2022年6月） - 闫剑波（2022年6月－） | 市长 - 李文全（1987年8月－1991年2月） - 臧海强（1991年2月－1992年3月） - 吴隆江（1992年3月－1996年3月） - 孙守璞（1996年3月－1998年6月） - 崔曰臣（1998年6月－2002年3月） - 宋远方（2002年3月－2007年3月） - 王培廷（2007年4月－2008年2月） - 孙述涛（2008年2月－2011年12月） - 张惠（2011年12月－2017年7月） - 张海波（2017年7月－2020年4月） - 闫剑波（2020年4月－2022年6月） - 孔凡萍（2022年6月－） |

### 行政区划
威海市现辖2个市辖区，代管2个县级市。
- 市辖区：环翠区、文登区
- 县级市：荣成市、乳山市

在正式行政区划外，威海市还设立以下经济功能区：国家级威海经济技术开发区、国家级威海火炬高技术产业开发区、国家级威海临港经济技术开发区（原威海工业新区）、石岛管理区（位于荣成市，副县级）。

## 人口
2022年末全市常住人口291.78万人，其中，城镇人口209.38万人，比上年末增加1.22万人，常住人口城镇化率71.76%，比上年提高0.34个百分点。年末全市户籍人口255.28万人，户籍人口城镇化率61.60%，比上年提高0.59个百分点。
根据2020年第七次全国人口普查，全市常住人口为2,906,548人。同第六次全国人口普查的2,804,771人相比，十年共增加了101,777人，增长3.63%，年平均增长率为0.36%。其中，男性人口为1,467,079人，占总人口的50.47%；女性人口为1,439,469人，占总人口的49.53%。总人口性别比（以女性为100）为101.92。0－14岁的人口为343,483人，占总人口的11.82%；15－59岁的人口为1,769,649人，占总人口的60.88%；60岁及以上的人口为793,416人，占总人口的27.3%，其中65岁及以上的人口为559,847人，占总人口的19.26%。居住在城镇的人口为2,040,910人，占总人口的70.22%；居住在乡村的人口为865,638人，占总人口的29.78%。

### 民族
全市常住人口中，汉族人口为2,875,752人，占98.94%；各少数民族人口为30,796人，占1.06%。与2010年第六次全国人口普查相比，汉族人口增加95,427人，增长3.43%，占总人口比例下降0.19个百分点；各少数民族人口增加6,350人，增长25.98%，占总人口比例增加0.19个百分点。
对近年公安户政部门的人口数据进行分析比对，实有少数民族暂住人口约2万人，共计有少数民族人口约4.5万人，占全市总人口的1.6%。

## 交通
- 航空：威海大水泊国际机场
- 铁路：文登站、文登东站、文登南站、荣成站、威海站、威海北站、威海南海站、乳山站、乳山南站
- 公路： 228国道、 309国道、 荣乌高速、 威青高速、 301省道、 302省道、 303省道。
- 水運：威海港

## 教育

### 高等院校
- 山东大学威海校区 （教育部直属高校；985工程、211工程）
- 哈尔滨工业大学 (威海) （工业和信息化部直属高校；985工程、211工程、C9联盟）
- 北京交通大学威海校区（教育部直属高校；211工程）
- 哈尔滨理工大学荣成校区
- 山东交通学院威海校区
- 山东外事职业大学
- 威海职业技术学院
- 山东药品食品职业学院
- 威海海洋职业学院

## 全国重点文物保护单位
- 刘公岛甲午战争纪念地
- 圣经山摩崖
- 留村石墓群
- 威海英式建筑

## 旅游

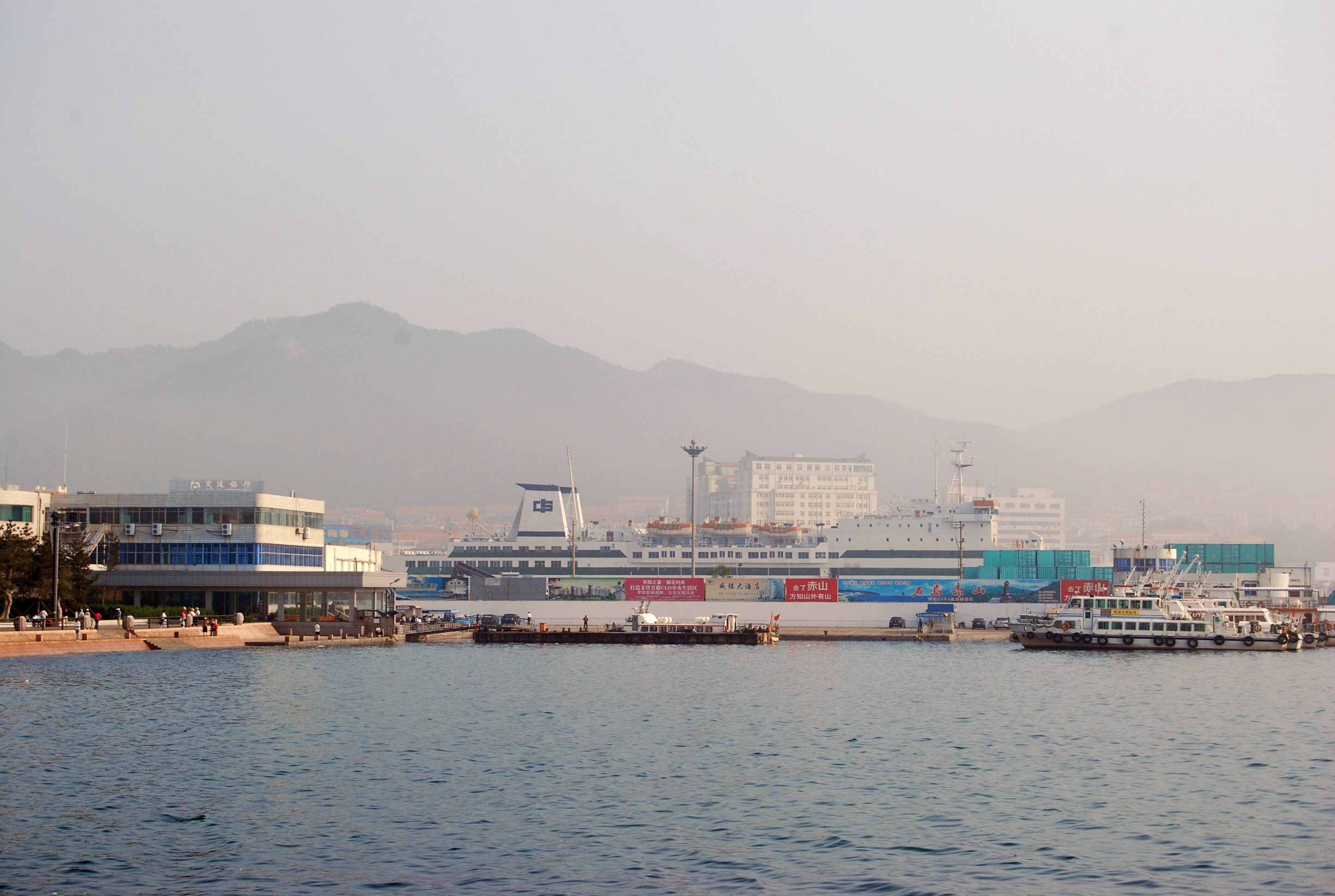
从海湾内远眺威海港

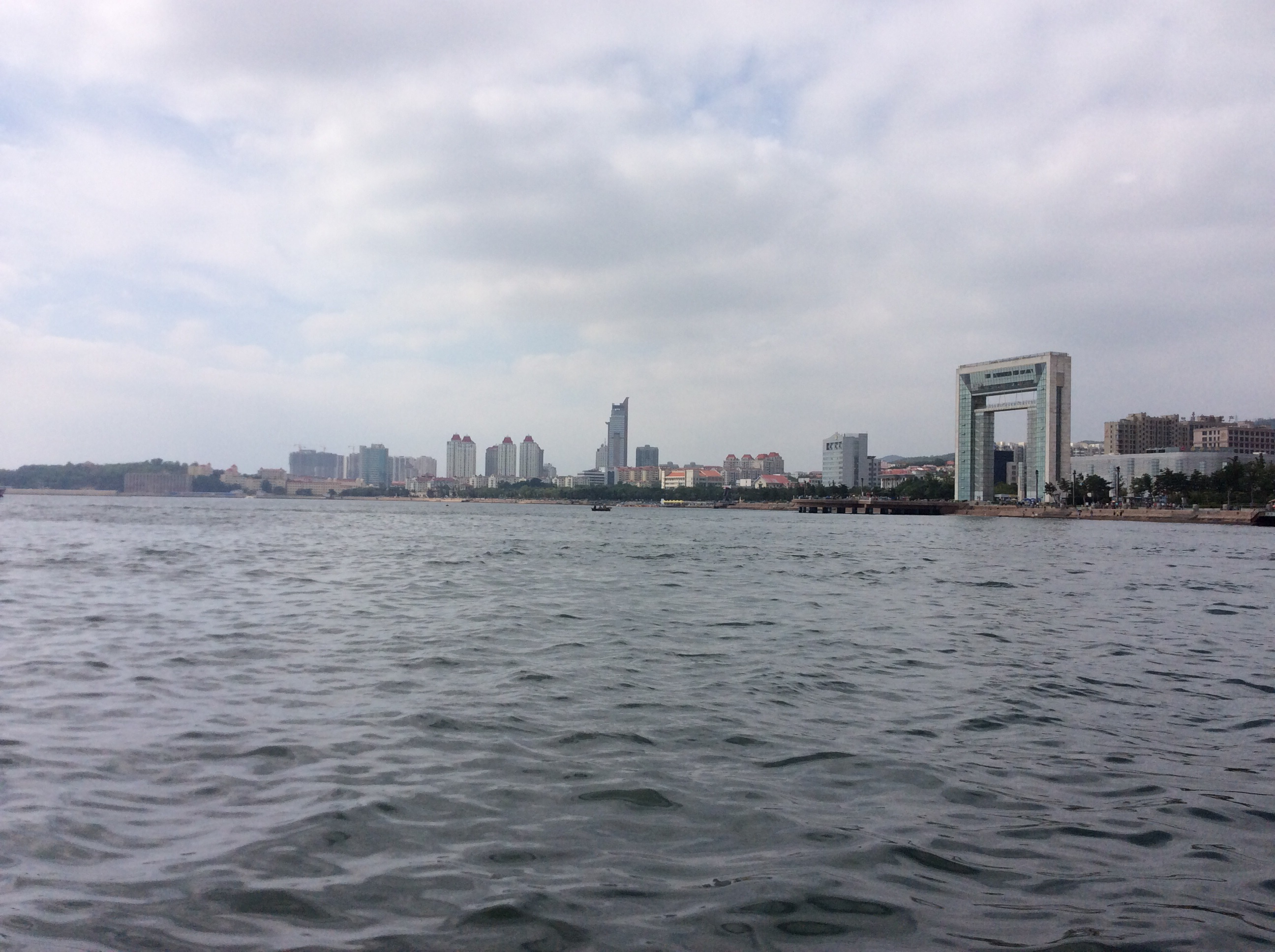
威海

威海旅游资源丰富，有海岛海岸、城市园林、历史遗蹟、民俗风情等10多种类型。拥有国家级5A级风景名胜区1处，4A级风景名胜区8处，3A级风景名胜区6处，2A级风景名胜区1处；省级旅游度假区4处，工农业旅游示范点18处，游览景区（点）80多处。境内近千公里的海岸线上，有中国近代第一支海军的诞生地刘公岛、秦始皇东巡过的“东方好望角”天尽头、中国道教全真派发祥地圣经山、凝聚中日韩三国人民友谊的赤山法华院、亚洲最大的天鹅栖息地天鹅湖、大东胜境铁槎山、天下第一滩银滩、母爱圣地大乳山等众多自然、人文景观。

### 旅游度假区
- 威海洲际休闲旅游度假区
- 西霞口旅游度假区
- 天沐温泉度假区
- 汤泊温泉度假村
- 文登青龙生态旅游度假村
- 大乳山滨海旅游度假区
- 乳山银滩旅游度假区
- 海螺湾休闲驿区（内有有轨小火车）[18]

### 自然风景区
- 刘公岛国家森林公园
- 里口山国家森林公园
- 昆嵛山国家森林公园 - （全真教发祥地）
- 赤山风景区
- 成山头景区 - （天之尽头，东方好望角）
- 天鹅湖 - （亚洲最大的天鹅栖息地）
- 圣水观景区
- 圣经山景区
- 银滩 - （天下第一滩）
- 九顶铁槎山
- 大乳山
- 海驴岛
- 仙姑顶景区

### 名胜古跡
- 明长城遗址
- 栖霞街
- 赤山法华院 - （千年古刹，中日韩友谊象征）
- 神清观 - （全真教祖庭）
- 无染寺 - （胶东第一古刹）
- 圣水宫
- 摩崖石刻群
- 北洋水师遗址
- 邓世昌故居
- 丛氏大宗祠
- 收回威海卫纪念塔
- 丛禾生故居
- 丁汝昌寓所
- 王玉阳故居

### 主题景点
- 环翠楼公园
- 威海公园
- 威海影视城
- 威海国际海水浴场
- 威海海上公园
- 定远舰景区
- 华夏城游乐景区
- 韩乐坊 - （中国第一家韩式主题公园）
- 西霞口野生动物园

### 博物馆
- 中国甲午战争博物馆
- 英租威海卫历史博物馆
- 天福山革命起义纪念馆
- 威海市博物馆
- 威海市美术馆

## 文化
- 威海是中国高尔夫运动的发源地，中国第一块高尔夫球场于1902年诞生于刘公岛。
- 中国现代足球运动起源地，经由英国殖民者传入威海。
- 威海拥有中国最好的自然环境，1990年威海被授予国家级卫生城市，是中国第一个获此殊荣的城市。
- 威海是全国著名的温泉之乡，自古泡汤文化盛行，山东省内18座天然泉眼威海拥有其中的9座。
- 中国第一支近代海军诞生在威海的刘公岛。
- 昆嵛山是道教全真派的发祥地。王玄甫，王重阳，全真七子等历代高道大德曾于此修真炼性。
- 成山头被认为是古时日神所居之地，姜子牙，秦始皇，汉武帝，康熙，华国锋，胡耀邦，胡锦涛等众多古今中外名人曾到此观光朝拜。中国现存唯一一座始皇庙坐落于此。
- 这里是中国沿海距韩国最近的城市，1990年，威海率先开通了中国至韩国的第一条海上航线。

## 荣誉
威海市被评为中国投资硬环境40优城市以及全国综合经济实力50强城市。1984年成为第一批中国沿海开放城市。1996年由建设部评为国家园林城市。1997年10月13日被国家环保部授予国家环境保护模范城市。1999年1月成为第一批中国优秀旅游城市。2003年10月6日成为国内第十一个获得联合国人居奖的中国城市（第一個為1990年，唐山市人民政府的震后重建项目）。2009年5月7日被评选为国家森林城市。2015年2月28日成为第四届全国文明城市。 

## 赛事会展
- 世界海洋大会
- 东北亚经济论坛
- 中韩贸易论坛
- 中韩FTA地方经济合作论坛
- 中韩文化创意产业博览交易会
- 中国山东海内外高端人才交流会
- 威商大会
- 威海市市长国际经济咨询委员会年会
- 中国渔具制造业基地渔具博览会
- 中国威海国际建筑设计大奖赛
- 国际铁人三项赛
- 国际帆船拉力赛
- 亚洲HOBIE级帆船锦标赛
- 亚洲沙滩手球锦标赛
- 全国青少年棒球冠军赛
- 韩亚航空高尔夫公开赛

## 友好關係

### 友好城市
- 比利时根特市[19]
- 南浦市
- 俄羅斯索契
- 丽水市
- 美国阿克隆市
- 日本宇部市
- 突尼西亞苏斯市
- 新西兰蒂玛鲁市
- 義大利比拉市（Bielle）
- 英国彻特纳姆市
- 美国圣巴巴拉

### 友好合作城市
- 群山市[20]
- 首爾市龍山區
- 京畿道華城市
- 富川市